# Al Jazeera America
Аль-Джазира Америка (араб. Al Jazeera America‎) —  американский кабельный новостной телеканал, принадлежащий международной телекомпании «Аль-Джазира». Являлся дочерним каналом медиа-корпорации Al Jazeera English. Канал начал своё вещание в США 20 августа 2013, однако уже к 2016 году его рейтинги сильно упали, и 12 апреля 2016 года «Al Jazeera America» прекратил свою работу.
Штаб-квартира канала располагалась в Нью-Йорке на первом этаже Манхэттен-центра. Также у «Аль-Джазира Америка» было 12 региональных бюро, расположенных в таких городах американских как: Вашингтон (2 бюро), Чикаго, Детройт, Нэшвилл, Лос-Анджелес, Сиэтл, Новый Орлеан, Даллас, Денвер, Майами и Сан-Франциско.